# Евсевьев, Александр Николаевич
Евсе́вьев (Евсе́ев) Алекса́ндр Никола́евич (1773 — ?) — российский государственный деятель. Иркутский гражданский губернатор в 1835—1838 гг., пермский вице-губернатор в 1830—1832 гг., архангельский вице-губернатор в 1832—1835 гг.

## Биография
Родился в 1774 году. Происходил из дворян.
Отец, Николай Гаврилович Евсевьев (род. 1746[?]), секунд-майор, коллежский советник (1796), участник Русско-турецкой войны 1768—1774 годов и подавления Пугачёвского бунта.
Получил домашнее образование. Поступил на военную службу. С 1790 года — подпрапорщик. 9 марта 1801 года произведён в майоры. Высочайшим приказом от 6 января 1805 года уволен от военной службы из состава Томского мушкетёрского полка «для определения к статским делам» с повышением чина до надворного советника. В 1806 году — уездный начальник казанской полиции. В 1812—1814 годах состоял в казанском дворянском ополчении. В 1815(16)—1819 годах — лаишевский уездный предводитель дворянства. С 1822 года — коллежский советник. В 1820—1823 годах — казанский уездный предводитель дворянства. В 1826 году произведён в чин статского советника. В 1824—1830 годах — казанский губернский предводитель дворянства. 7 ноября 1830 года назначен пермским вице-губернатором. 17 июня 1832 года переведён на ту же должность в Архангельской губернии. В 1834 году получил чин действительного статского советника. Высочайшим указом от 29 июня 1835 года Евсевьеву было повелено состоять «в должности» иркутского гражданского губернатора, куда он прибыл вместе с семьёй 25 сентября. Евсевьев, прослужив в этом статусе более двух лет, в занимаемой должности утверждён не был.
3 марта 1838 года выехал в Петербург в четырёхмесячный отпуск. Уже 11 марта был снят с должности. 6 мая в Иркутске было получено известие, что Евсевьев «по прошению его, по расстроенному здоровью, уволен от службы».
По состоянию на 1 ноября 1840 года являлся членом Московского общества сельского хозяйства, при этом проживал не в Москве. Дальнейшая его судьба неизвестна.

## Награды
- Орден Святой Анны 2-й степени[2].
- Орден Святого Владимира 4-й степени[2].

## Комментарии
1. ↑   По другим данным, родился в 1774 г. См.: Казанское дворянство 1785–1917 гг. Генеалогический словарь / Сост. Г.А.Двоеносова, отв. ред. Л.В.Горохова, Д.Р.Шарафутдинов. — Казань: «Гасыр», 2001.
— 640 с. — С. 205